# Хосроев, Размик Никодимович

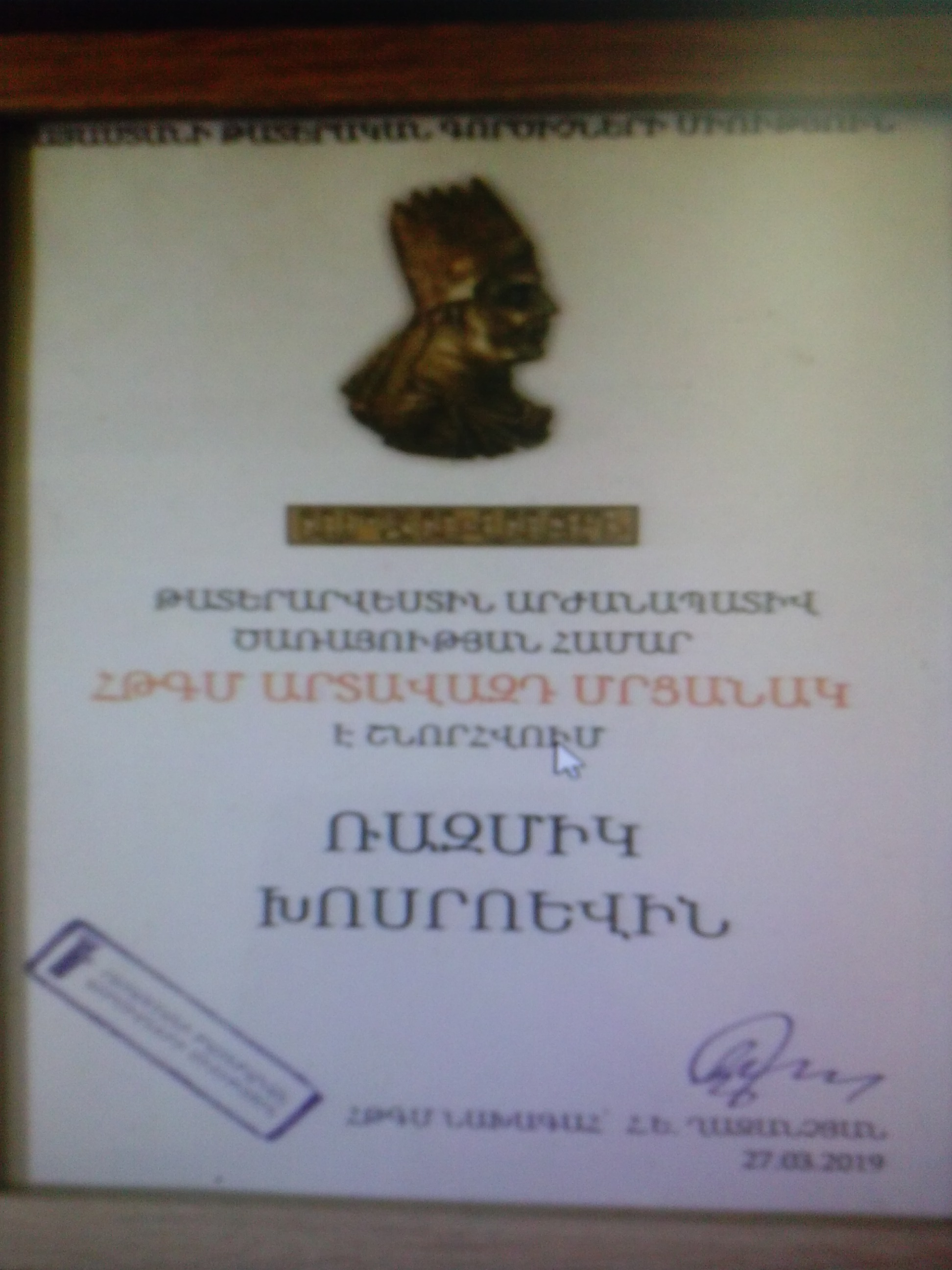

Размик Никадимович Хосроев (род. 3 мая 1949 года, с. Гол-айсор, Армения) — армянский актёр театра и кино, режиссёр, сценарист, общественный деятель. Заслуженный артист Республики Армения (2008).

## Биография
Родился в 1949 году в с. Гол-айсор, в ассирийской многодетной семье. Отец Никодим Хосроев, потомок ассирийских беженцев из Сельмаса, мать Арпине Габриелян, дочь армянского священника. В результате сталинских репрессий ассирийцев в 1949-м году, семья перебралась в райцентр Веди.
В 1970-м году закончил студию Вартана Аджемяна в Ереване. Р. Хосроеву преподавали такие мастера и деятели культуры, как Вартан Аджемян, Фрунзик Мкртчян, Сос Саркисян, Метаксия Симонян, Луиза Самвелян, Рубен Зарян. С 1974 года по 1979 год учился в Кироваканском государственном педагогическом институте. Работал в Кироваканском государственном драматическом театре им. Ованеса Абеляна, где он сыграл спектакли армянских, русских и всемирных классиков, таких как Шекспир, Брехт, Камю, Метерлинк, Де Филиппо, Южин, Чехов, Лермонтов, Достоевский, Островский, Ширванзаде, Сундукян, Мурацан, Шант. Известен такими ролями, как Ричард II по пьесе Шекспира, Шерея «Каллигула» Камю, Августино «Цилиндр» Де Филиппо, Неизвестный «Маскарад» Лермонтов, Вершинин «Три сестры» Чехов, Шмага «Без вины виноватые» Островский, Мармеладов «Преступлении и наказание» Достоевский, Линяев «Волки и овцы» Островский, Марутханян «Хаос» Ширванзаде, Сагател «За честь» Ширванзаде и много других ролей, которые останутся в истории армянского театра. С гастролями выступал во многих столицах республик СССР, в Женеве, в Париже, в Страсбурге, в Лиссабоне, в США.
С 1986 года член Союза театральных деятелей Армении. С 1997 года актёр Национального академического театра имени Г. Сундукяна. С 1999 года преподаёт в Ереванском государственном институте театра и кино. С 2001 года в Армянском государственном педагогическом университете имени Абовяна, доцент. Автор пьес «Ассирийка», «Забытые».
В начале 2000-х гг. около 70-лет ассирийская община Армении не молилась на родном арамейском языке. Но при поддержке Размика Хосроева и финансировании доктора Кристине Калет из Франции в ассирийском селе Вержний Двин Арменни была восстановлена ассирийская церковь Мар-Тума… 
Р. Хосроев как председатель Культурного центра национальных меньшинств сегодня также занимается сохранением и развитием культуры этноса 11-и национальных меньшинств Армении. Примечательны его многочисленные публикации в армянской прессе, выступления по национальному армянскому телевидению и на международных форумах. Член комиссии Общественного совета по вопросам образования, науки и культуры.
Р Хосроев ежегодно организовывает фестивали, концерты, национальные праздники, праздник посвящённый столице «Эребуни—Ереван», которые способствуют культурному диалогу между народами.

## Личная жизнь
Женат, имеет двух детей, дочь геноцидолог, кандидат исторических наук, ведущий научный сотрудник НАН РА, автор монографии «Геноцид ассирийцев в Османской Турции и близлежащих населённых турками местностях (в конце XIX века — в первой четверти XX века)» Анаит. Р. Хосроева, и сын.

## Фильмография
- 1978 — Ещё пять дней — эпизод
- 1988 — Ричард II (фильм-спектакль) — король Ричард II
- 1992 — Где ты был, человек божий?
- 1995 — Неоконченный Карабахский дневник (Армения) — главная роль
- 2000 — Встать, суд идёт (Армения, фильм- спектакль) — Айказун Ааронян
- 2001 — Мужская работа 1 (Россия) — полевой командир
- 2011 — Охотники за бриллиантами (Россия) — Ваграм ереванский воровской авторитет
- 2011 — Трудное житьё (Армения)
- 2011 — Цена жизни (Армения)
- 2016 — Отцы (Россия)
- 2017 — Соседи (Армфильм)
- 2019 — Мой крест (Армения)
- 2020 — История Анатолии (Армения)

## Режиссёр
Как сценарист и режиссёр, по заказу Министерства культуры РА снял документальный фильм «Ассирийцы в Армении», который в 2011 году участвовал в международном кинофестивале «Золотой абрикос», а в 2012 году в Казахстане первом фестивале этнографических фильмов стран СНГ «Симург-Этно-Фест».
Режиссёрские постановки
- «Ассирийка» Размик Хосроев
- «Спокойной ночи мама» Марша Норман
- «Дети большого леса»
- «Хатабала» Габриэл Сундукян
- «Мнимый больной» Мольер
- «На дне» Максим Горький
- «Перемирие» Самвел Халатян

## Награды
- Медаль «За трудовое отличие» (22.08.1986).
- Заслуженный артист Республики Армения (2008).
- Презентация «За достойное служение театральному искусству» национальная театральная премия Армении Артавазд.
- От имени Министерства культуры Республики Армении награжден государственной золотой медалью..